# Christian Alfonso López
Christian Alfonso López (Barcelona, 2 de maig de 1989) és un futbolista català que juga actualment pel Girona FC (cedit pel RCD Espanyol), com a migcampista ofensiu.

## Carrera futbolística
Alfonso es va unir al RCD Espanyol en 2002 a l'edat dels 13 anys, procedent de l'equip veí del CE L'Hospitalet. Dos anys després, tot i això, va tornar al seu antic club, amb el qual va fer el seu debut en categories sènior, jugant dos partits de Segona Divisió B en la temporada 2007–08, ja que el seu equip va patir el descens amb el temps, ell va ser un element essencial en la recuperació de la categoria, marcant 10 gols en 30 partits.
Va debutar amb l'Espanyol el dos d'octubre de 2011, a una derrota a casa davant el Reial Madrid CF per 0-4.
El 15 d'agost de 2013, Alfonso fou cedit a l'AD Alcorcón.